# 托米·奧唐納
托米·奧唐納（英語：Tommy O'Donnell；1987年5月21日—）是一位愛爾蘭橄欖球運動員。他是愛爾蘭國家橄欖球隊的一員，代表愛爾蘭參加了2015年世界盃橄欖球賽。